# AS Lucchese Libertas 1905
Az AS Lucchese Libertas 1905, rövidítve AS Lucchese egy olasz labdarúgócsapat, jelenleg az olasz harmadosztályban szerepel.

## Trófeák
Serie B:
- Bajnok: 1935–36, 1946–47

Serie C:
- Bajnok: 1960–61
- Második: 1945–46, 1977–78

Serie C1:
- Második: 1989–90

Serie C2:
- Bajnok: 1985–86, 2009–10

Serie D:
- Champions: 1968–69, 2008–09, 2013–14

## Jelenlegi keret
(2016 július 28.-ai állapot)
| # |     | Poszt | Név                     |
| - | --- | ----- | ----------------------- |
|   | ITA | K     | Giuseppe Di Masi        |
|   | ITA | K     | Tommaso Nobile          |
|   | ITA | V     | Luca Cecchini           |
|   | ITA | V     | Lorenzo Melli           |
|   | BRA | V     | Tulhao                  |
|   | ARG | V     | Marcos Espeche          |
|   | ITA | V     | Matteo Nolè             |
|   | ITA | V     | Tommaso Maini           |
|   | ITA | V     | Ciro Capuano            |
|   | GHA | V     | Nii Nortey Ashong       |
|   | ITA | V     | Riccardo Calcagni       |
|   | ITA | V     | Alex Benvenga           |
|   | ITA | KP    | Valerio Niccolò Rosseti |

| # |     | Poszt | Név                        |
| - | --- | ----- | -------------------------- |
|   | ITA | KP    | Mirko Bruccini             |
|   | ITA | KP    | Emiliano Fratini           |
|   | ITA | KP    | Mario Merlonghi            |
|   | ITA | KP    | Erik Amedeo Ballardini     |
|   | ITA | KP    | Nicola Mingazzini          |
|   | ITA | KP    | Mario Gargiulo             |
|   | ITA | KP    | Andrea Bragadin            |
|   | ITA | CS    | Jacopo Fanucchi            |
|   | ITA | CS    | Giovanni Terrani           |
|   | BRA | CS    | Francisco Sartore da Silva |
|   | ITA | CS    | Francesco Forte            |
|   | ITA | CS    | Alessio Zecchinato         |
|   | ARG | CS    | Leandro Martínez           |